# Frans Kuipers
Frans Kuipers (Vught, 10 mei 1942) is een gerespecteerde Nederlandstalige dichter.
Kuipers werd onder een breder publiek bekend, toen in 2004 negen van zijn gedichten werden geselecteerd voor de dertiende, herziene editie van Gerrit Komrij's Nederlandse poëzie van de 19de tot en met de 21ste eeuw in 2000 en enige gedichten.